# Йорданов, Ивайло
Ива́йло Стои́менов Йордано́в (болг. Ивайло Стоименов Йорданов; род. 22 апреля 1968, Самоков) — болгарский футболист и тренер. Играл на позициях нападающего и полузащитника. Провёл 50 матчей за сборную Болгарии. Участник двух чемпионатов мира по футболу и Чемпионата Европы 1996.

## Карьера

### Клубная
Йорданов начал профессиональную карьеру в «Рилски спортист» из Самокова. В 1989 году, в возрасте 21 года, Ивайло перешёл в «Локомотив» из Горны-Оряховицы, за который выступал два сезона, став в 1991 году лучшим бомбардиром чемпионата Болгарии.
Несмотря на то что «Локомотив» был одним из аутсайдеров болгарского чемпионата, Йорданов сумел привлечь к себе внимание португальского «Спортинга», в который перешёл в 1991 году. Ивайло играл за «Спортинг» десять сезонов, проведя 183 матча и забив 53 мяча. За время, проведённое в Лиссабоне, Йорданов успел стать чемпионом Португалии и обладателем двух кубков страны. В 1997 году он был признан лучшим футболистом Болгарии. В 2001 году Ивайло завершил карьеру.

### Сборная
Йорданов дебютировал за сборную Болгарии 28 мая 1991 года в матче со сборной Бразилии. Ивайло играл за Болгарию на чемпионатах мира 1994 и 1998 годов, сыграв на них в общей сложности 7 матчей, а также на Чемпионате Европы 1996, где сыграл 2 матча. Йорданов не сумел стать игроком основы нападения болгар, не выдерживая конкуренции с Христо Стоичковым, Любославом Пеневым и Эмилом Костадиновым. Последний матч за сборную Йорданов сыграл 16 августа с командой Бельгии. Всего за болгар Ивайло провёл 50 матчей, в которых забил 3 мяча.

### Тренерская карьера
После завершения карьеры игрока Йорданов остался в «Спортинге», став ассистентом главного тренера. На этой должности он находился три года. В 2004 году Йорданов был назначен помощником Христо Стоичкова в сборной Болгарии. Свой пост Ивайло покинул в 2007 году, после ухода Стоичкова.
В 2010 году вошёл в скаутский отдел клуба «Литекс».

## Достижения

### Командные
Спортинг Лиссабон
- Чемпион Португалии: 2000
- Обладатель Кубка Португалии: 1995
- Обладатель Суперкубка Португалии: 1995, 2000

### Индивидуальные
- Орден «Стара-планина» I степени (20 июля 1994 года)[3]
- Почётный гражданин Софии
- Почётный гражданин Самокова
- Почётный гражданин Горны-Оряховицы
- Футболист года в Болгарии: 1998
- Лучший бомбардир чемпионата Болгарии: 1991